# Акалович Микола Макарович
Микола Макарович Акалович (біл. Мікалай Макаравіч Акаловіч; 7 серпня 1926, c. Костевичі, Дзержинський район, Мінський район, БРСР) — білоруський історик. Вивчає історію Білорусі часів німецько-радянської війни.

## Біографія
Учасник Другої світової війни. У 1961 році закінчив редакторський факультет Московського поліграфічного інституту, у 1966 році — Мінську вищу партійну школу. Працював водієм тролейбуса в Мінську, редактором, головним редактором видавництв «Вышэйшая школа», «Навука і тэхніка».

## Праці
- Стоять насмерть. Очерки о героях-защитниках г. Минска. Минск, 1975. 144 с.
- Они защищали Минск. Минск, 1982. 288 с.
- … и враг не прошел. Минск, 1984. 87 с.
- Освобождение Белоруссии. Люди, подвиги. Минск, 1985. 239 с.
- Они защищали Минск. Книга для ўчителя. Минск, 1987. 278 с.
- Освобождение Белоруссии: Люди. Подвиги. Минск, 1989. 381 с.
- Вперед, на Запад: Очерки о мужестве и героизме советских воинов в годы Великой Отечественной войны. Минск, 1998. 252 с.